# Take Me to Your Heaven
Take Me to Your Heaven (прев. Одведи ме у твој рај) је била победничка Песма Евровизије 1999. коју је извела Шарлот Нилсон као представница Шведске, на енглеском језику (користећи предност нових правила која укидају захтев да се наступа на националном језику). Нилсонова је први пут освојила шведски Melodifestivalen 1999. године, где је наступала у верзији песме на шведском језику Tusen och en natt (срп. Хиљаду и једна ноћ).
Песма је међународно објављена као сингл 21. јуна 1999. у продукцији Микаела Вента. На топ-листи синглова достигла је 2. место у Шведској, 5. место у фламанској Белгији, 10. место у Норвешкој, 20. место у Уједињеном Краљевству и 23. место у Холандији.
Дана 24. априла 1999. верзија песме на шведском језику уврштена је на топ-листу Svensktoppe где се задржала 8 седмица на првом месту, а на самој топ-листи је била до 4. септембра 1999.

## Ранг-листе
| Годишње листе \| Листа (1999) \| Позиција \| \| --------------------------------------------- \| -------- \| \| Белгија (Ultratop 50 Flanders)[2] \| 64 \| \| Europe Border Breakers (Eurochart Hot 100)[3] \| 98 \| \| Холандска (Dutch Top 40)[4] \| 168 \| \| Шведска (Sverigetopplistan)[5] \| 49 \| |          |
| Листа (1999) | Позиција |
| Белгија (Ultratop 50 Flanders) | 64       |
| Europe Border Breakers (Eurochart Hot 100) | 98       |
| Холандска (Dutch Top 40) | 168      |
| Шведска (Sverigetopplistan) | 49       |